# Guido Colucci
Pour les articles homonymes, voir Colucci.
Guido Colucci, né le 2 septembre 1877 à Naples et mort à Rome le 28 septembre 1949, est un peintre, céramiste et graveur italien.

## Biographie

### Jeunesse
Élève à Florence de Giovanni Fattori pour la gravure, Giudo Colucci se considérait comme autodidacte pour le reste. En 1885 il arrive pour la première fois en Corse, où son père Enrico est nommé consul général de l'Italie à Bastia. Il est diplômé en sciences sociales à l'Université de Florence.
Francesco Sapori est le premier critique d'art qui remarque Guido Colucci : il l'interviewe en 1910 dans son atelier florentin sur les rives du fleuve Mugnone et il présente les premières gravures de Colucci dans la revue Vita d'Arte.
Membre de la Société nationale des beaux-arts, il expose à Paris en 1913,. À partir du 1914 il passe l'été en Corse, à Bastia, puisqu'il s'est marié avec Edith Soutwell (1888-1936), une demoiselle anglaise née en Corse.
Blessé en 1915, lors de la Première Guerre mondiale, il perd un œil.

### Débuts
Il revient à Florence en 1920 et expose à la Société Leonardo da Vinci des meubles peints, des céramiques, des gravures et des dessins. Il réalise les gravures colorées de la série Vita nuova, de la série Palio di Siena (publiée en volume et sur carte postale par l'Editeur Alinari (I. d. e. a.) et de la série dédiée au Rubaiyat de Omar Khayyam qui cède à Alinari, mais qui ne sera pas publiée. De cette dernière série, il réalise un deuxième tirage qui reste entre ses mains. Il prend part en 1923 à l'exposition internationale d'arts décoratifs de Monza.

### La Corse et la Sardaigne
En 1924 arrive en Corse Gino Bottiglioni, un professeur de Pavie, qui projette son Atlante linguistico etnografico italiano della Corsica et cherche un guide pour identifier les villages corses où poser les questionnaires, afin d'étudier les variantes linguistiques entre les divers dialectes locales et les phrases italiennes choisies. Edith Sowtell Colucci et Guido Colucci lui fournissent cet aide. Guido Colucci réalise les dessins des premiers cinq volumes in folio,,.

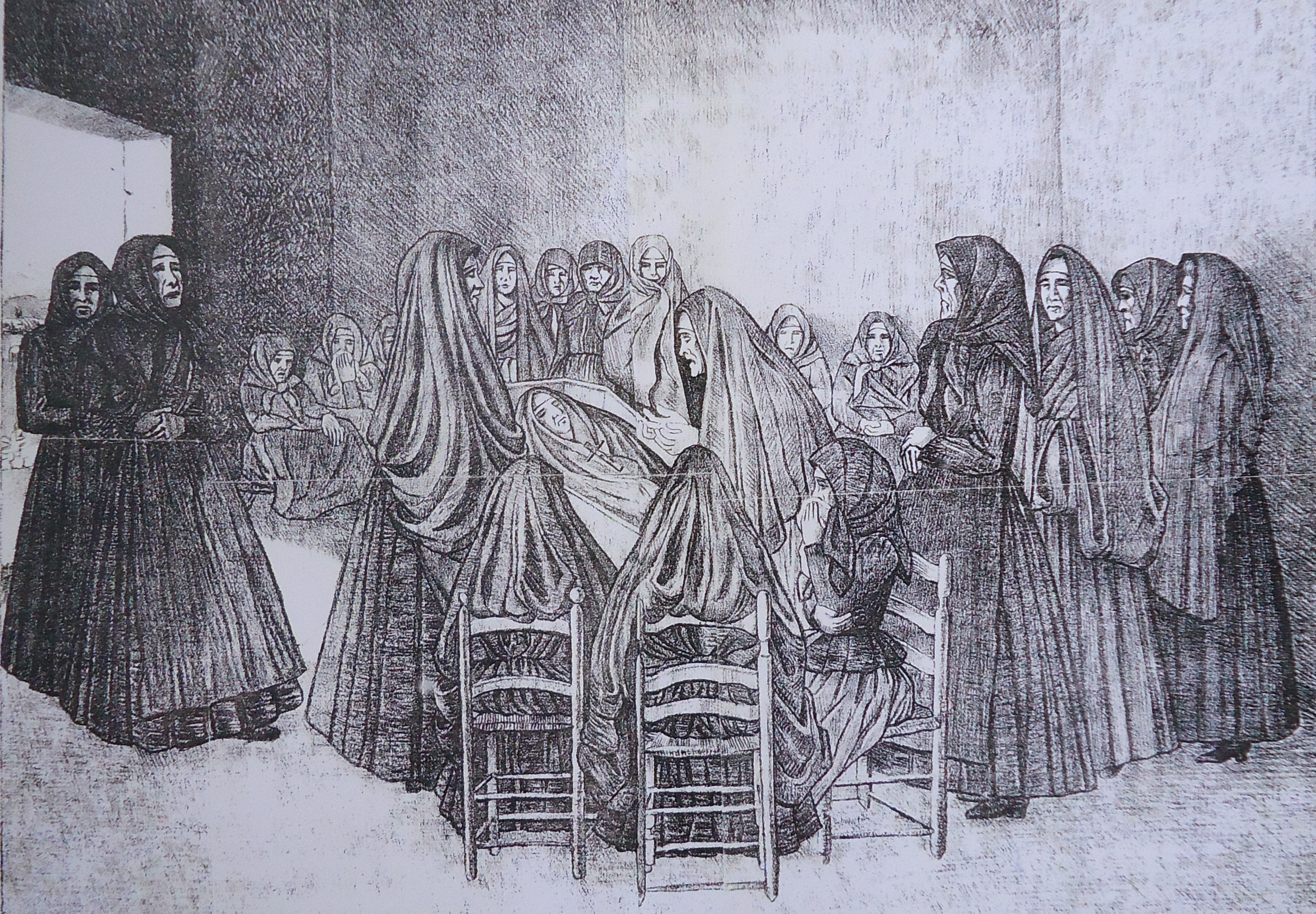
Gino Bottiglioni, Atlante Linguistico Etnografico Italiano della Corsica, Guido Colucci, Il vocèro

Guido Colucci est célèbre, entre autres, pour ses dessins et gravures colorées des vêtements traditionnels sardes,.
Il s'installe avec son épouse à Rome en 1931.
Il est le frère de Carlo Waldemar Colucci, collectionneur de gravures européennes des premières 30 années du XXe siècle. Ses héritiers ont donné ces collections à l'Istituto Nazionale per la Grafica (Rome).

## Conservation
- Faenza : Musée international de la céramique de Faenza - 1 dessin aux crayons pour céramique L.E.D.A.
- Florence : Gabinetto dei disegni e delle stampe degli Uffizi - 1 gravure monochromatique, Una via di Tripoli, 1913
  - Maschere Italiane e figure goldoniane, 20 gravures peintes en tempera, 1917-1919
- Milan : Civica Raccolta delle stampe Achille Bertarelli - 5 Ex-libris, gravure monochromatique, 1917-1923
  - 4 dessins aux crayons
- Prato : Museo civico di Prato - 2 céramiques L.E.D.A.
- Reggio d'Émilie : Biblioteca civica Antonio Panizzi (Gabinetto delle stampe Angelo Davoli)[14] - 17 gravures monochromatiques
- Rome : Galerie nationale d'Art moderne et contemporain - 1 gravure monochromatique (La Galerie possède aussi un Fascicolo Guido Colucci, avec documentation)
- Rome : Istituto Nazionale per la Grafica - 1 dessin aux crayons de couleurs
  - 5 gravures monochromatiques, c. 1913
- Rome : Musée national des Arts et Traditions populaires - Costumi sardi, 50 gravures peintes en tempera, 1928-1936[15]

## Rétrospectives (à partir de 1980)
- 1980 : Palio e Contrade. Immagini in cartolina, Sienne (gravures en couleurs, cartes postales, livres)[16]
- 1980 : Disegni del XX secolo nella collezione del Gabinetto delle Stampe, Rome (1 dessin aux crayons de couleurs)[17]
- 1999 : Guido Colucci e l'abbigliamento tradizionale della Sardegna, Nuoro (48 gravures peintes en tempera et dessins préparatoires colorés aux crayons ou à l'aquarelle[18]
- 2001-2002 : Guido Colucci e l'abbigliamento sardo, Cagliari (48 gravures peintes en tempera et dessins préparatoires colorés aux crayons ou à l'aquarelle)[18]
- 2002 : Guido Colucci e l'abbigliamento sardo, Prato (48 gravures peintes en tempera et dessins préparatoires colorés aux crayons ou à l'aquarelle)[18]
- 2003 : Tra Accademia e Avanguardia: l'acquaforte in Italia nella prima metà del Novecento, Reggio d'Émilie - Biblioteca Panizzi (gravures)[19]
- 2003 : Mantillas y oro, Madrid - Istituto italiano di Cultura (48 gravures peintes en tempera et dessins préparatoires colorés aux crayons ou à l'aquarelle)[18]
- 2006-2007 : Tra Oriente e Occidente : stampe italiane della prima metà del '900, Rome, Istituto Nazionale per la Grafica (gravures de Tripoli, 1913)[20]
- 2008-2009 : Isuli sureddi. Corsica Sardegna. Deux îles en miroir, Corte (Haute-Corse) - Musée de la Corse (gravures en coluleurs, ex libris, dessins, ceramiques L.E.D.A.)[21]
- 2009 : La Sardegna veste la moda, Florence - Palazzo Pitti (gravures en couleurs)[22]
- 2009 : La Sardegna veste la moda, Cagliari (gravures en couleurs)[22]
- 2010 : Florence Remembered. Intaglio Prints by Guido Colucci (1877-1949). Firenze Ricordata: Incisioni di Guido Colucci (1877-1949), Florence - SACI Gallery (gravures originales et réimpressions des plaques originales)[23]
- 2015 : L'abbigliamento tradizionale della Sardegna nelle incisioni di Guido Colucci, Samugheo (Oristano) (48 gravures peintes en tempera et dessins préparatoires colorés aux crayons ou à l'aquarelle - exposition itinérante en Sardaigne)[18]